# Ernst Troeltsch
Ernst Peter Wilhelm Troeltsch ou, simplesmente, Ernst Troeltsch (Haunstetten, 17 de fevereiro de 1865 — Berlim, 1 de fevereiro de 1923) foi um escritor, historiador, sociólogo, filósofo e teólogo alemão que, contemporaneamente com Max Weber, elaborou vários conceitos relacionados à sociologia da religião.
Na obra Die Soziallehren der christlichen Kirchen und Gruppen, Troeltsch, visando analisar a organização religiosa dentro dos parâmetros burocráticos, fez a distinção de igreja e seita.[carece de fontes?] 
A primeira significa um organismo religioso grande e bem-estabelecido, exemplo típico é a Igreja Católica. A segunda refere-se a um agrupamento menor de fiéis, geralmente iniciado em protesto aos rumos tomados por uma determinada igreja.[carece de fontes?]
Na seqüência, Howard Becker acrescentou dois outros tipos: denominação e culto, sendo o primeiro para representar uma seita que se acalmou e se transformou em um organismo institucionalizado e o segundo para conceber organizações religiosas menos coesas e mais transitórias.[carece de fontes?]
Anthony Giddens avalia com certa cautela estes conceitos, por estarem vinculados as tradições cristãs, conforme anota o autor, o hinduísmo é tão heterogêneo que não parece plausível tentar imprimir os traços de organização burocrática.[carece de fontes?]

## Biografia
Troeltsch nasceu em 17 de fevereiro de 1865 como o filho mais velho de uma família de médicos em Haunstetten (hoje um distrito de Augsburgo). Ele frequentou a escola primária de Augsburgo perto de St. Anna, onde se destacou como o melhor de sua turma. Ele estudou em Augsburgo, Erlangen, Berlin e Göttingen. Foi em 1891 que trabalhou como conferencista particular. Em Erlangen, ele ingressou na associação de estudantes Uttenruthia, que pertencia à organização Schwarzburgbund (SB).
Em 1892, Troeltsch tornou-se professor titular de teologia sistemática em Bonn. Em 1894, mudou-se para a Universidade de Heidelberg, onde ocupou a mesma posição. Nesta universidade, Josef Hromádka foi um de seus alunos. De 1909 a 1914, ele foi membro parlamentar da Primeira Câmara da Assembleia de Baden. Em 1912, foi nomeado membro correspondente da Academia Prussiana de Ciências. Durante os anos de Heidelberg, ele esteve em um grupo de trabalho com Max Weber. Desde 1915, ocupou o cargo de professor de filosofia religiosa, social e histórica e de história religiosa cristã na Faculdade de Filosofia da Universidade de Berlim.

Durante a Primeira Guerra Mundial, Troeltsch foi inicialmente um dos defensores das "ideias de 1914". Em 1917, foi o fundador da Liga do Povo para a Liberdade e a Pátria, que deveria contrabalançar o Partido da Pátria Alemã. De 1919 a 1921 foi membro da assembleia constitucional prussiana pelo Partido Democrático Alemão (Deutsche Demokratische Partei, DDP) e, ao mesmo tempo, ao lado de Rudolf Wildermann, foi subsecretário de Estado e, em 1º de Julho de 1920, Secretário de Estado Parlamentar no Ministério da Ciência, Arte e Educação da Prússia. Troeltsch foi enterrado no Cemitério dos inválidos (campo B) em Berlim.